# Erica Jong
Erica Mann Jong (Nova Iorque, 26 de março de 1942) é uma romancista, satírica e poetisa norte-americana, conhecida particularmente por seu romance de 1973, Fear of Flying. O livro tornou-se notoriamente controverso por suas atitudes em relação à sexualidade feminina e figurou com destaque no desenvolvimento da segunda onda do feminismo. Segundo o The Washington Post, já vendeu mais de 20 milhões de cópias em todo o mundo.

## Carreira
Formada em 1963 pelo Barnard College com um mestrado (1965) em Literatura Inglesa do século XVIII pela Universidade de Columbia, Jong é mais conhecida por seu primeiro romance, Fear of Flying (1973), que causou sensação com seu tratamento franco da relação sexual de uma mulher. desejos. Embora contenha muitos elementos sexuais, o livro é principalmente o relato de Isadora Wing, uma mulher de vinte e tantos anos, tentando descobrir quem ela é e para onde está indo. Contém muitos elementos descritivos psicológicos e humorísticos, além de ricas referências culturais e literárias. O livro tenta responder aos muitos conflitos que surgiram para as mulheres no final dos anos 1960 e início dos anos 1970 na América, de feminilidade, feminilidade, amor, busca de liberdade e propósito. A saga do frustrado cumprimento de Isadora Wing continua em mais dois romances, How to Save Your Own Life (1977) e Parachutes and Kisses (1984).

### Ficção
| nº série | Título original | Título em Português                               | Tradução                                         | Ano                                         | Editora                                                                               |
| -------- | --- | ------------------------------------------------- | ------------------------------------------------ | ------------------------------------------- | ------------------------------------------------------------------------------------- |
| 01       | Fear of Flying | Medo de voar ou A caminho do congresso dos sonhos | Affonso Blacheyre; Miriam Campello               | (1973)                                      | Artenova; Record, Abril Cultural; Nova Cultural; Círculo do livro, Best Seller; Liber |
| 02       | How to Save Your Own Life | Salve sua vida                                    | Affonso Blacheyre; Mary Amazonas Leite de Barros | (1977)                                      | Artenova; Círculo do livro                                                            |
| 03       | Fanny, Being the True History of the Adventures of Fanny Hackabout-Jones (uma releitura de Fanny Hill)                              | Fanny                                             | Ebreia de Castro Alves                           | (1980)                                      | Record, Círculo do livro                                                              |
| 04       | Megan's Book of Divorce: a kid's book for adults; como dito a Erica Jong; ilustrado por Freya Tanz. Nova York: New American Library |                                                   |                                                  | (1984)                                      |                                                                                       |
| 05       | Megan's Two Houses: a story of adjustment; illustrated by Freya Tanz                                                                |                                                   |                                                  | (1984; West Hollywood, CA: Dove Kids, 1996) |                                                                                       |
| 06       | Parachutes & Kisses. Nova York: New American Library (Inglaterra ed. as Parachutes and Kisses: Londres: Granada, 1984.)             | Para-quedas & beijos                              | Isaac Piltcher, Vanda Ramos                      | (1984)                                      | Record; Círculo do livro; Editorial Presença                                          |
| 07       | Shylock's Daughter : formerly titled Serenissima                                                                                    | Serenissima                                       | Ione de Souza Ferreira                           | (1987)                                      | Record;                                                                               |
| 08       | Any Woman's Blues | O vicio da paixão ou História de uma obsessão     | Isabel Paquet de Araripe; Isabel Nunes           | (1990)                                      | Record]; Círculo do livro; Europa-América                                             |
| 09       | Inventing Memory | Memória inventada : um romance de mães e filhas   | Ivanir Alves Calado                              | (1997)                                      | Record                                                                                |
| 10       | Sappho's Leap | Os amores de Safo                                 | Maria José Santos                                | (2003)                                      | Bertrand                                                                              |
| 11       | Fear of Dying |                                                   |                                                  | (2015)                                      |                                                                                       |

| nº série | Título original                                                    | Título em Português                                | Tradução           | Ano    | Editora  |
| -------- | ------------------------------------------------------------------ | -------------------------------------------------- | ------------------ | ------ | -------- |
| 01       | Witches; illustrated by Joseph A. Smith. New York: Harry A. Abrams |                                                    |                    | (1981) |          |
| 02       | The Devil at Large: Erica Jong on Henry Miller                     |                                                    |                    | (1993) |          |
| 03       | Fear of Fifty: A Midlife Memoir                                    | Medo dos cinquenta                                 | Geni Hirata        | (1994) | Record   |
| 04       | What Do Women Want? bread roses sex power                          | O que querem as mulheres: Poder, Sexo, Pão & Rosas | Maria Helena Lopes | (1998) | Bertrand |
| 05       | Seducing the Demon: Writing for My Life                            |                                                    |                    | (2006) |          |
| 06       | Essay, "My Dirty Secret". Bad Girls: 26 Writers Misbehave          |                                                    |                    | (2007) |          |
| 07       | Essay, "It Was Eight Years Ago Today (But It Seems Like Eighty)"   |                                                    |                    | (2008) |          |

| nº série | Título original                                   | Título em Português | Tradução | Ano    | Editora        |
| -------- | ------------------------------------------------- | ------------------- | -------- | ------ | -------------- |
|          | Sugar in My Bowl: Real Women Write About Real Sex |                     |          | (2011) | Ed. Erica Jong |

| nº série | Título original                  | Título em Português | Tradução | Ano          | Editora       |
| -------- | -------------------------------- | ------------------- | -------- | ------------ | ------------- |
| 01       | Fruits & Vegetables              |                     |          | (1971, 1997) |               |
| 02       | Half-Lives                       |                     |          | (1973)       |               |
| 03       | Loveroot                         |                     |          | (1975)       |               |
| 04       | At the Edge of the Body          |                     |          | (1979)       |               |
| 05       | Ordinary Miracles                |                     |          | (1983)       |               |
| 06       | Becoming Light: New and Selected |                     |          | (1991)       |               |
| 07       | Love Comes First                 |                     |          | (2009)       |               |
| 08       | The World Began with Yes         |                     |          | (2019)       | Red Hen Press |